# Foula
Foula je ostrov v souostroví Shetlandy severně od Skotska. Je to jeden z nejizolovanějších trvale obydlených ostrovů patřících Spojenému království.
Jméno ostrova pochází ze staronorského Fugley („Ptačí ostrov“), v skotské gaelštině se ostrov jmenuje Fughlaigh.
Foula leží v Atlantském oceánu 32 km na západ od města Walls na Shetlandách. Rozloha je cca 13 km², žije na něm 38 lidí, převážně farmářů. Zdrojem příjmů je i turismus.

## Přírodní podmínky

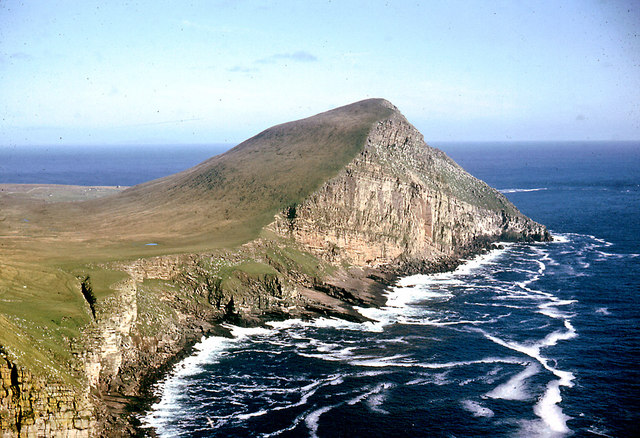
Útes Da Noup

Foula leží ve stejné zeměpisné šířce jako Petrohrad. Východní pobřeží ostrova tvoří nížina, na západním se zvedají až 365 m vysoké útesy, spolu s útesy na souostroví St. Kilda nejvyšší v Británii. Na pobřežních útesech žije mnoho mořských ptáků. Nejvyšším vrcholem ostrova je 418 m vysoký Sneug. Na severním konci ostrova je skalní oblouk Gaada Stack. Skalnaté podloží pokrývá rašelina, využívaná jako palivo.
3 km na východ od ostrova leží pod hladinou skrytý útes, na němž 8. září 1914 ztroskotal parník Oceanic.

## Historie
Ostrov je osídlen více než 5000 let. Kamenný kruh na severním konci je datován okolo roku 1000 př. n. l. Původně norskou državu anektovalo v 15. století Skotsko. V roce 1720 vyhubily velkou část obyvatel neštovice, protože izolovaná populace neměla žádné protilátky. V 18. století na rozdíl od zbytku Velké Británie ostrov nepřešel na gregoriánský kalendář. V důsledku toho je místní kalendář o 12 dnů opožděn.

## Doprava
Na ostrov Foula zajíždí malý trajekt, který spojuje jednotlivé ostrovy Shetland. Je zde také přistávací dráha. Na jižním konci ostrova je od roku 1986 umístěn maják.